# Paweł Rodak
Paweł Leszek Rodak (ur. 12 sierpnia 1967 roku w Pruszkowie) – polski kulturoznawca, historyk kultury polskiej, doktor habilitowany, nauczyciel akademicki w Instytucie Kultury Polskiej Uniwersytetu Warszawskiego, zatrudniony na stanowisku profesora nadzwyczajnego na Wydziale Polonistyki UW.

## Życiorys
Urodził się w Pruszkowie jako syn Aleksandra Rodaka oraz Marii Alicji Rodak z domu Pietruszki. Ukończył studia na Wydziale Polonistyki Uniwersytetu Warszawskiego w 1992 roku. Promotorem jego pracy magisterskiej poświęconej Szkicom piórkiem Andrzeja Bobkowskiego oraz Pamiętnikowi Andrzeja Trzebińskiego był prof. Michał Głowiński. W 1999 roku otrzymał stopień doktora nauk humanistycznych na Wydziale Polonistyki UW za rozprawę pt. Wizje kultury pokolenia wojennego („Sztuka i Naród” - „Płomienie” - „Prawda Młodych”) napisaną pod kierunkiem prof. Andrzeja Mencwela. W 2012 roku habilitował się w dyscyplinie kulturoznawstwa na podstawie pracy Między zapisem a literaturą. Dziennik polskiego pisarza w XX wieku (Żeromski, Nałkowska, Dąbrowska, Gombrowicz, Herling-Grudziński). Od 2014 roku zatrudniony na Wydziale Polonistyki UW na stanowisku profesora nadzwyczajnego.
W latach 2016–2019 profesor Sorbonne Université i dyrektor Centre de civilisation polonaise. Wcześniej, w latach 2012–2016, pełnił funkcję dyrektora Instytutu Kultury Polskiej Uniwersytetu Warszawskiego, a w latach 2009–2013 kierownika Zakładu Historii Kultury w tym instytucie. Od 2019 roku członek Rady Naukowej Dyscypliny Nauki o Kulturze i Religii. Zasiada w Komisji Rektorskiej Ośrodka Kultury Francuskiej i Studiów Frankofońskich Uniwersytetu Warszawskiego.

## Wybrane publikacje
Monografie naukowe i książki autorskie:
Między zapisem a literatura. Dziennik polskiego pisarza w XX wieku: Żeromski, Nałkowska, Dąbrowska, Gombrowicz, Herling-Grudziński, seria Communicare, Warszawa: Wydawnictwa Uniwersytetu Warszawskiego, 2011, ISBN 978-83-235-0790-1.
Pismo, książka, lektura. Rozmowy Le Goff, Chartier, Hébrard, Fabre, Lejeune, seria Communicare, Warszawa: Wydawnictwa Uniwersytetu Warszawskiego, 2009, ISBN 978-83-235-0574-7.
Wizje kultury pokolenia wojennego, seria Monografie Fundacji na Rzecz Nauki Polskiej. Seria Humanistyczna, Wrocław: „Funna”, 2000, ISBN 978-83-88631-01-6.
Redakcja naukowa, współautorstwo, opracowanie, wstępy i posłowia:
Rethinking modern Polish identities: transnational encounters, red. Agnieszka Pasieka, Paweł Rodak, seria Rochester studies in East and Central Europe, Rochester: University of Rochester Press, 2023, ISBN 978-1-64825-058-3.
Józef Czapski, itinéraires de vérité, red. Maria Delaperrière, wsp. red. Maciej Forycki, Paweł Rodak, seria Collection Texte-s, Paris: Eur'Orbem éditions, 2020, ISBN 979-10-96982-15-8.
Chartier Roger, Czy książki wywołują rewolucje? szkice z historii książki, lektury i kultury piśmiennej, red. i posłowie Paweł Rodak, seria Communicare, Warszawa: Wydawnictwa Uniwersytetu Warszawskiego, 2019, ISBN 978-83-235-4169-1.
Antropologia pamięci: zagadnienia i wybór tekstów, oprac.  Roman Chymkowski, Paweł Dobrosielski, Paweł Majewski (red. i wstęp), Marcin Napiórkowski (red. i wstęp), Paweł Rodak, Roch Sulima, seria Wiedza o Kulturze, Warszawa: Wydawnictwa Uniwersytetu Warszawskiego, 2018, ISBN 978-83-235-3354-2.
Ekspozycje nowoczesności: wystawy a doświadczanie procesów modernizacyjnych w Polsce (1821-1929), red. Iwona Kurz, Paweł Rodak, Małgorzata Litwinowicz-Droździel, Warszawa: Wydawnictwo Neriton, 2017, ISBN 978-83-7543-429-3.
Febvre Lucien, Henri-Jean Martin, Narodziny książki,  przekł. Anna Kocot, Maria Wodzyńska-Walicka, posł. Paweł Rodak, seria Communicare, Warszawa: Wydawnictwa Uniwersytetu Warszawskiego, 2014, ISBN 978-83-235-1479-4.
Le Goff Jacques, Historia i pamięć, przeł. Anna Gronowska, Joanna Stryjczyk, wstęp Paweł Rodak, seria Communicare, Warszawa: Wydawnictwa Uniwersytetu Warszawskiego, 2007, ISBN 978-83-235-0370-5.
Artykuły naukowe:
Poza lekturą. O materialności rzeczy pisanych w sytuacjach ekstremalnych, „Sztuka Edycji. Studia Tekstologiczne i Edytorskie”, 25 (1), 2024, s. 11–29, DOI:10.12775/SE.2024.0001 [dostęp 2024-11-20].
Rodak Paweł, Libich Maciej., Zapisywanie wojny. O materialności dzienników, „Sztuka Edycji. Studia Tekstologiczne i Edytorskie”, 25 (1), 2024, s. 5–9, DOI:10.12775/SE.2024.0017 [dostęp 2024-11-20].
Zapomniana epopeja. Polskie konkursy pamiętnikarskie i literatura, „Teksty Drugie”, 2, 2024, s. 19–47, DOI:10.18318/td.2024.2.2 [dostęp 2024-11-20].
Fenomen pisania o własnym życiu: Konkursy pamiętnikarskie w Polsce w XX wieku, „Kultura i Społeczeństwo”, 66 (2), 2022, s. 9–38, DOI:10.35757/KiS.2022.66.2.1 [dostęp 2024-11-20].
Od biblioteki do archiwów. Droga badawcza „papieża autobiografii”, „Teksty Drugie”, 1, 2019, s. 128–137, DOI: 10.18318/td.2019.1.8 [dostęp 2024-11-20].
Krzysztof Pomian – historia nauki i sieć relacji przyjacielsko-intelektualnych, „Zagadnienia Naukoznawstwa”, 55 (3), 2019, s. 117–125, DOI:10.12775/ZN.2019.029 [dostęp 2024-11-20].
Przekłady:
Eliade Mircea, Obrazy i symbole. Szkice o symbolice magiczno-religijnej, przeł. Magda i Paweł Rodakowie, Warszawa: Wydawnictwo Aletheia, 2009, ISBN 978-83-61182-28-3.